# HD27309
HD27309 — хімічно пекулярна зоря спектрального класу A0, що має видиму зоряну величину в смузі V приблизно  5,4.
Вона  розташована на відстані близько 316,0 світлових років від Сонця.

## Фізичні характеристики
Зоря HD27309 обертається 
порівняно повільно 
навколо своєї осі. Проєкція її екваторіальної швидкості на промінь зору становить  Vsin(i)= 44км/сек.
Телескоп Гіппаркос зареєстрував фотометричну змінність  даної зорі з періодом    1,57 доби в межах від  Hmin= 5,35 до  Hmax= 5,29.

## Пекулярний хімічний вміст
Зоряна атмосфера HD27309 має підвищений вміст 
Si
.

## Магнітне поле
Спектр даної зорі вказує на наявність магнітного поля у її зоряній атмосфері.
Напруженість повздовжної компоненти поля оціненої з аналізу
становить 1755,1± 602,5 Гаус.